# Andrea Noszály
Andrea Noszály (* 7. Januar 1970) ist eine ehemalige ungarische Tennisspielerin.

## Karriere
Noszály spielte 1989 und 1990 für die ungarische Fed-Cup-Mannschaft, wo sie bei fünf gespielten Matches dreimal siegreich war.

## Persönliches
Ihr Vater Sándor war Hochspringer und nahm an den Olympischen Sommerspielen 1960 in Rom teil. Ihr Bruder Sándor war ebenfalls Tennisspieler.